# Cour-Cheverny
Cour-Cheverny är en kommun i departementet Loir-et-Cher i regionen Centre-Val de Loire i de centrala delarna av Frankrike. Kommunen ligger i kantonen Contres som tillhör arrondissementet Blois. År 2022 hade Cour-Cheverny 2 830 invånare.

## Befolkningsutveckling
Antalet invånare i kommunen Cour-Cheverny
| Referens: INSEE |